# IC 4143
IC 4143 ist ein Stern im Sternbild Jagdhunde am Nordsternhimmel. Das Objekt wurde am 21. März 1903 vom deutschen Astronomen Max Wolf entdeckt und fälschlicherweise in den Index-Katalog aufgenommen. Vermutet wird eine defekte Photoplatte.